# Formula 1 – sezona 1978.
| FIA Svjetsko automobilističko prvenstvo 1978. | FIA Svjetsko automobilističko prvenstvo 1978. |
|                                               | Prvak                                         |
| --------------------------------------------- | --------------------------------------------- |
| Vozač                                         | Mario Andretti (Lotus-Ford)                   |
| Konstruktor                                   | Lotus-Ford                                    |
| Prethodna sezona                              | Sljedeća sezona                               |
| 1977.                                         | 1979.                                         |

Formula 1 - sezona 1978 je bila 29. sezona svjetskog prvenstva Formule 1. Vozilo se 16 utrka u periodu od 15. siječnja do 8. listopada 1978. godine. Svjetski prvak postao je Mario Andretti, a konstruktorski prvak po šesti put Lotus. Ovo je bila prva sezona u Formuli 1 za Nelsona Piqueta, Kekea Rosberga, Renéa Arnouxa i Didiera Pironija.

## Sažetak sezone
Naslov je osvojio Mario Andretti, a konstruktorski prvak je po šesti put postao Lotus. Andretti je posljednji Amerikanac koji je osvojio naslov u Formuli 1, a njegova posljednja pobjeda na Zandvoortu na VN Nizozemske ujedno je i posljednja pobjeda jednog američkog vozača. Momčad Lotus dominirala je ove sezone pobijedivši na 8 od 16 utrka. Bila je to posljedica ground effecta, kojeg je šef momčadi Colin Chapman testirao još na prošlogodišnjem bolidu Lotus 78, dok je na bolidu Lotus 79, kojeg je momčad koristila od VN Belgije, bio usavršen. Stvar je bila u tome što je ugradnjom venturi tunela i bočnih zavjesica kojima je bolid "klizio" po stazi spriječen dolazak zraka ispod bolida te se tako stvarao vakum, a bolid je bio doslovno usisan u stazu.
Svoje prve pobjede u Formuli 1 ostvarili su Francuz Patrick Depailler na VN Monaka, te Kanađanin Gilles Villeneuve na Montrealu na VN Kanade. Trostruki svjetski prvak, Brazilac Nelson Piquet debitirao je u Njemačkoj, a prvak iz 1982., Finac Keke Rosberg na VN Južne Afrike na Kyalamiju. 
Andrettijev momčadski kolega, Šveđanin Ronnie Peterson, poginuo je na Monzi na VN Italije, a dodatan šok za Švedsku bila je smrt njihovog drugog vozača Gunnara Nilssona, koji je preminuo od raka, mjesec dana nakon Petersona. Bio je to glavni razlog što se Velika nagrada Švedske, koja je bila u kalendaru od 1973., nakon ove sezone, nikad više nije vratila u kalendar Formule 1.

## Momčadi i konstruktori
| Konstruktor / Momčad                                                                | Šasija                                       | Motor                     | Gume | #  | Vozači                | Utrke          |
| ----------------------------------------------------------------------------------- | -------------------------------------------- | ------------------------- | ---- | -- | --------------------- | -------------- |
| Brabham-Alfa Romeo Parmalat Racing Team                                             | Brabham BT45C Brabham BT46A Brabham BT46B    | Alfa Romeo 115-12 F12 3.0 | G    | 1  | Niki Lauda            | Sve            |
| Brabham-Alfa Romeo Parmalat Racing Team                                             | Brabham BT45C Brabham BT46A Brabham BT46B    | Alfa Romeo 115-12 F12 3.0 | G    | 2  | John Watson           | Sve            |
| Brabham-Alfa Romeo Parmalat Racing Team                                             | Brabham BT45C Brabham BT46A Brabham BT46B    | Alfa Romeo 115-12 F12 3.0 | G    | 66 | Nelson Piquet         | 16             |
| Tyrrell-Ford Cosworth Elf Team Tyrrell                                              | Tyrrell 008                                  | Ford Cosworth DFV V8 3.0  | G    | 3  | Didier Pironi         | Sve            |
| Tyrrell-Ford Cosworth Elf Team Tyrrell                                              | Tyrrell 008                                  | Ford Cosworth DFV V8 3.0  | G    | 4  | Patrick Depailler     | Sve            |
| Lotus-Ford Cosworth John Player Team Lotus                                          | Lotus 78 Lotus 79                            | Ford Cosworth DFV V8 3.0  | G    | 5  | Mario Andretti        | Sve            |
| Lotus-Ford Cosworth John Player Team Lotus                                          | Lotus 78 Lotus 79                            | Ford Cosworth DFV V8 3.0  | G    | 6  | Ronnie Peterson       | 1-14           |
| Lotus-Ford Cosworth John Player Team Lotus                                          | Lotus 78 Lotus 79                            | Ford Cosworth DFV V8 3.0  | G    | 55 | Jean-Pierre Jarier    | 15-16          |
| McLaren-Ford Cosworth Marlboro Team McLaren Löwenbräu Team McLaren                  | McLaren M26                                  | Ford Cosworth DFV V8 3.0  | G    | 7  | James Hunt            | Sve            |
| McLaren-Ford Cosworth Marlboro Team McLaren Löwenbräu Team McLaren                  | McLaren M26                                  | Ford Cosworth DFV V8 3.0  | G    | 8  | Patrick Tambay        | 1-5, 7-16      |
| McLaren-Ford Cosworth Marlboro Team McLaren Löwenbräu Team McLaren                  | McLaren M26                                  | Ford Cosworth DFV V8 3.0  | G    | 33 | Bruno Giacomelli      | 6, 9-10, 13-14 |
| ATS-Ford Cosworth ATS Racing Team F&S Properties/ATS Racing Team                    | ATS HS1 ATS D1                               | Ford Cosworth DFV V8 3.0  | G    | 9  | Jochen Mass           | 1-13           |
| ATS-Ford Cosworth ATS Racing Team F&S Properties/ATS Racing Team                    | ATS HS1 ATS D1                               | Ford Cosworth DFV V8 3.0  | G    | 9  | Michael Bleekemolen   | 14-16          |
| ATS-Ford Cosworth ATS Racing Team F&S Properties/ATS Racing Team                    | ATS HS1 ATS D1                               | Ford Cosworth DFV V8 3.0  | G    | 10 | Jean-Pierre Jarier    | 1-5, 11        |
| ATS-Ford Cosworth ATS Racing Team F&S Properties/ATS Racing Team                    | ATS HS1 ATS D1                               | Ford Cosworth DFV V8 3.0  | G    | 10 | Alberto Colombo       | 6-7            |
| ATS-Ford Cosworth ATS Racing Team F&S Properties/ATS Racing Team                    | ATS HS1 ATS D1                               | Ford Cosworth DFV V8 3.0  | G    | 10 | Keke Rosberg          | 8-10, 15-16    |
| ATS-Ford Cosworth ATS Racing Team F&S Properties/ATS Racing Team                    | ATS HS1 ATS D1                               | Ford Cosworth DFV V8 3.0  | G    | 10 | Hans Binder           | 12             |
| ATS-Ford Cosworth ATS Racing Team F&S Properties/ATS Racing Team                    | ATS HS1 ATS D1                               | Ford Cosworth DFV V8 3.0  | G    | 10 | Michael Bleekemolen   | 13             |
| ATS-Ford Cosworth ATS Racing Team F&S Properties/ATS Racing Team                    | ATS HS1 ATS D1                               | Ford Cosworth DFV V8 3.0  | G    | 10 | Harald Ertl           | 14             |
| Ferrari Scuderia Ferrari SpA SEFAC                                                  | Ferrari 312T2                                | Ferrari 015 F12 3.0       | M    | 11 | Carlos Reutemann      | 1-2            |
| Ferrari Scuderia Ferrari SpA SEFAC                                                  | Ferrari 312T2                                | Ferrari 015 F12 3.0       | M    | 12 | Gilles Villeneuve     | 1-2            |
| Ferrari Scuderia Ferrari SpA SEFAC                                                  | Ferrari 312T3                                | Ferrari 015 F12 3.0       | M    | 11 | Carlos Reutemann      | 3-15           |
| Ferrari Scuderia Ferrari SpA SEFAC                                                  | Ferrari 312T3                                | Ferrari 015 F12 3.0       | M    | 12 | Gilles Villeneuve     | 3-15           |
| Copersucar-Ford Cosworth Fittipaldi Automotive                                      | Copersucar F5A                               | Ford Cosworth DFV V8 3.0  | G    | 14 | Emerson Fittipaldi    | Sve            |
| Renault Equipe Renault Elf                                                          | Renault RS01                                 | Renault EF1 V6 t 1.5      | M    | 15 | Jean-Pierre Jabouille | 3-16           |
| Shadow-Ford Cosworth Shadow Racing Team                                             | Shadow DN8 Shadow DN9                        | Ford Cosworth DFV V8 3.0  | G    | 16 | Hans-Joachim Stuck    | Sve            |
| Shadow-Ford Cosworth Shadow Racing Team                                             | Shadow DN8 Shadow DN9                        | Ford Cosworth DFV V8 3.0  | G    | 17 | Clay Regazzoni        | Sve            |
| Surtees-Ford Cosworth Durex Team Surtees Beta Team Surtees Team Surtees             | Surtees TS19 Surtees TS20                    | Ford Cosworth DFV V8 3.0  | G    | 18 | Rupert Keegan         | 1-13           |
| Surtees-Ford Cosworth Durex Team Surtees Beta Team Surtees Team Surtees             | Surtees TS19 Surtees TS20                    | Ford Cosworth DFV V8 3.0  | G    | 18 | Gimax                 | 14             |
| Surtees-Ford Cosworth Durex Team Surtees Beta Team Surtees Team Surtees             | Surtees TS19 Surtees TS20                    | Ford Cosworth DFV V8 3.0  | G    | 18 | René Arnoux           | 15-16          |
| Surtees-Ford Cosworth Durex Team Surtees Beta Team Surtees Team Surtees             | Surtees TS19 Surtees TS20                    | Ford Cosworth DFV V8 3.0  | G    | 19 | Vittorio Brambilla    | 1-14           |
| Surtees-Ford Cosworth Durex Team Surtees Beta Team Surtees Team Surtees             | Surtees TS19 Surtees TS20                    | Ford Cosworth DFV V8 3.0  | G    | 19 | Beppe Gabbiani        | 15-16          |
| Wolf-Ford Cosworth Walter Wolf Racing                                               | Wolf WR4 Wolf WR1 Wolf WR3 Wolf WR5 Wolf WR6 | Ford Cosworth DFV V8 3.0  | G    | 20 | Jody Scheckter        | Sve            |
| Wolf-Ford Cosworth Walter Wolf Racing                                               | Wolf WR4 Wolf WR1 Wolf WR3 Wolf WR5 Wolf WR6 | Ford Cosworth DFV V8 3.0  | G    | 21 | Bobby Rahal           | 15-16          |
| Ensign-Ford Cosworth Team Tissot Ensign                                             | Ensing N177 Ensing N179                      | Ford Cosworth DFV V8 3.0  | G    | 22 | Danny Ongais          | 1-2            |
| Ensign-Ford Cosworth Team Tissot Ensign                                             | Ensing N177 Ensing N179                      | Ford Cosworth DFV V8 3.0  | G    | 22 | Lamberto Leoni        | 3-4            |
| Ensign-Ford Cosworth Team Tissot Ensign                                             | Ensing N177 Ensing N179                      | Ford Cosworth DFV V8 3.0  | G    | 22 | Jacky Ickx            | 5-8            |
| Ensign-Ford Cosworth Team Tissot Ensign                                             | Ensing N177 Ensing N179                      | Ford Cosworth DFV V8 3.0  | G    | 22 | Derek Daly            | 9-10, 12-16    |
| Ensign-Ford Cosworth Team Tissot Ensign                                             | Ensing N177 Ensing N179                      | Ford Cosworth DFV V8 3.0  | G    | 22 | Nelson Piquet         | 11             |
| Ensign-Ford Cosworth Team Tissot Ensign                                             | Ensing N177 Ensing N179                      | Ford Cosworth DFV V8 3.0  | G    | 23 | Lamberto Leoni        | 1-2            |
| Ensign-Ford Cosworth Team Tissot Ensign                                             | Ensing N177 Ensing N179                      | Ford Cosworth DFV V8 3.0  | G    | 23 | Geoff Lees            | 10             |
| Ensign-Ford Cosworth Team Tissot Ensign                                             | Ensing N177 Ensing N179                      | Ford Cosworth DFV V8 3.0  | G    | 23 | Brett Lunger          | 15             |
| Ensign-Ford Cosworth Sachs Racing                                                   | Ensign N177                                  | Ford Cosworth DFV V8 3.0  | G    | 23 | Harald Ertl           | 11-14          |
| Hesketh-Ford Cosworth Olympus Cameras/Hesketh Racing                                | Hesketh 308E                                 | Ford Cosworth DFV V8 3.0  | G    | 24 | Divina Galica         | 1-2            |
| Hesketh-Ford Cosworth Olympus Cameras/Hesketh Racing                                | Hesketh 308E                                 | Ford Cosworth DFV V8 3.0  | G    | 24 | Eddie Cheever         | 3              |
| Hesketh-Ford Cosworth Olympus Cameras/Hesketh Racing                                | Hesketh 308E                                 | Ford Cosworth DFV V8 3.0  | G    | 24 | Derek Daly            | 4-6            |
| Lotus-Ford Cosworth Team Rebaque                                                    | Lotus 78                                     | Ford Cosworth DFV V8 3.0  | G    | 25 | Hector Rebaque        | Sve            |
| Ligier-Matra Ligier Gitanes                                                         | Ligier JS7 Ligier JS7/9 Ligier JS9           | Matra MS78 V12 3.0        | G    | 26 | Jacques Laffite       | Sve            |
| Williams-Ford Cosworth Williams Grand Prix Engineering                              | Williams FW06                                | Ford Cosworth DFV V8 3.0  | G    | 27 | Alan Jones            | Sve            |
| McLaren-Ford Cosworth Centro Aseguredor F1                                          | McLaren M23                                  | Ford Cosworth DFV V8 3.0  | G    | 28 | Emilio de Villota     | 7              |
| McLaren-Ford Cosworth Liggett Group/B&S Fabrications BS Fabrications                | McLaren M23 McLaren M26                      | Ford Cosworth DFV V8 3.0  | G    | 29 | Nelson Piquet         | 12-14          |
| McLaren-Ford Cosworth Liggett Group/B&S Fabrications BS Fabrications                | McLaren M23 McLaren M26                      | Ford Cosworth DFV V8 3.0  | G    | 30 | Brett Lunger          | 1-14           |
| Martini-Ford Cosworth Automobiles Martini                                           | Martini MK23                                 | Ford Cosworth DFV V8 3.0  | G    | 31 | René Arnoux           | 3, 5-6, 9-13   |
| Theodore-Ford Cosworth Wolf-Ford Cosworth Theodore Racing Theodore Racing Hong Kong | Theodore TR1                                 | Ford Cosworth DFV V8 3.0  | G    | 32 | Eddie Cheever         | 1-2            |
| Theodore-Ford Cosworth Wolf-Ford Cosworth Theodore Racing Theodore Racing Hong Kong | Theodore TR1                                 | Ford Cosworth DFV V8 3.0  | G    | 32 | Keke Rosberg          | 3-7            |
| Theodore-Ford Cosworth Wolf-Ford Cosworth Theodore Racing Theodore Racing Hong Kong | Wolf WR3 Wolf WR4                            | Ford Cosworth DFV V8 3.0  | G    | 32 | Keke Rosberg          | 11–14          |
| Arrows-Ford Cosworth Arrows Racing Team                                             | Arrows FA1 Arrows A1                         | Ford Cosworth DFV V8 3.0  | G    | 35 | Riccardo Patrese      | 2-14, 16       |
| Arrows-Ford Cosworth Arrows Racing Team                                             | Arrows FA1 Arrows A1                         | Ford Cosworth DFV V8 3.0  | G    | 36 | Rolf Stommelen        | 3-16           |
| Merzario-Ford Cosworth Team Merzario                                                | Merzario A1                                  | Ford Cosworth DFV V8 3.0  | G    | 34 | Alberto Colombo       | 14             |
| Merzario-Ford Cosworth Team Merzario                                                | Merzario A1                                  | Ford Cosworth DFV V8 3.0  | G    | 37 | Arturo Merzario       | Sve            |
| Shadow-Ford Cosworth Interscope Racing                                              | Shadow DN9                                   | Ford Cosworth DFV V8 3.0  | G    | 39 | Danny Ongais          | 4, 13          |
| McLaren-Ford Cosworth Melchester Racing                                             | McLaren M23                                  | Ford Cosworth DFV V8 3.0  | G    | 40 | Tony Trimmer          | 10             |

## Utrke
|     | Utrka                                              | 1.                                      | 2.                                      | 3.                                          |
| --- | -------------------------------------------------- | --------------------------------------- | --------------------------------------- | ------------------------------------------- |
|     |                                                    |                                         |                                         |                                             |
| 1.  | VN Argentine, Buenos Aires 15. siječnja 1978.      | Mario Andretti Lotus-Ford Cosworth      | Niki Lauda Brabham-Alfa Romeo           | Patrick Depailler Tyrrell-Ford Cosworth     |
| 2.  | VN Brazila, Jacarepagua 29. siječnja 1978.         | Carlos Reutemann Ferrari                | Niki Lauda Brabham-Alfa Romeo           | Emerson Fittipaldi Copersucar-Ford Cosworth |
| 3.  | VN Južne Afrike, Kyalami 4. ožujka 1978.           | Ronnie Peterson Lotus-Ford Cosworth     | Patrick Depailler Tyrrell-Ford Cosworth | John Watson Brabham-Alfa Romeo              |
| 4.  | VN SAD Zapad, Long Beach 2. travnja 1978.          | Carlos Reutemann Ferrari                | Mario Andretti Lotus-Ford Cosworth      | Patrick Depailler Tyrrell-Ford Cosworth     |
| 5.  | VN Monaka, Monte Carlo 7. svibnja 1978.            | Patrick Depailler Tyrrell-Ford Cosworth | Niki Lauda Brabham-Alfa Romeo           | Jody Scheckter Wolf-Ford Cosworth           |
| 6.  | VN Belgije, Zolder 21. svibnja 1978.               | Mario Andretti Lotus-Ford Cosworth      | Ronnie Peterson Lotus-Ford Cosworth     | Carlos Reutemann Ferrari                    |
| 7.  | VN Španjolske, Jarama 4. lipnja 1978.              | Mario Andretti Lotus-Ford Cosworth      | Ronnie Peterson Lotus-Ford Cosworth     | Jacques Laffite Ligier-Matra                |
| 8.  | VN Švedske, Anderstorp 17. lipnja 1978.            | Niki Lauda Brabham-Alfa Romeo           | Riccardo Patrese Arrows-Ford Cosworth   | Ronnie Peterson Lotus-Ford Cosworth         |
| 9.  | VN Francuske, Paul Ricard 2. srpnja 1978.          | Mario Andretti Lotus-Ford Cosworth      | Ronnie Peterson Lotus-Ford Cosworth     | James Hunt McLaren-Ford Cosworth            |
| 10. | VN Velike Britanije, Brands Hatch 16. srpnja 1978. | Carlos Reutemann Ferrari                | Niki Lauda Brabham-Alfa Romeo           | John Watson Brabham-Alfa Romeo              |
| 11. | VN Njemačke, Hockenheim 30. srpnja 1978.           | Mario Andretti Lotus-Ford Cosworth      | Jody Scheckter Wolf-Ford Cosworth       | Jacques Laffite Ligier-Matra                |
| 12. | VN Austrije, Österreichring 13. kolovoza 1978.     | Ronnie Peterson Lotus-Ford Cosworth     | Patrick Depailler Tyrrell-Ford Cosworth | Gilles Villeneuve Ferrari                   |
| 13. | VN Nizozemske, Zandvoort 27. kolovoza 1978.        | Mario Andretti Lotus-Ford Cosworth      | Ronnie Peterson Lotus-Ford Cosworth     | Niki Lauda Brabham-Alfa Romeo               |
| 14. | VN Italije, Monza 10. rujna 1978.                  | Niki Lauda Brabham-Alfa Romeo           | John Watson Brabham-Alfa Romeo          | Carlos Reutemann Ferrari                    |
| 15. | VN SAD Istok, Watkins Glen 1. listopada 1978.      | Carlos Reutemann Ferrari                | Alan Jones Williams-Ford Cosworth       | Jody Scheckter Wolf-Ford Cosworth           |
| 16. | VN Kanade, Montreal 8. listopada 1978.             | Gilles Villeneuve Ferrari               | Jody Scheckter Wolf-Ford Cosworth       | Carlos Reutemann Ferrari                    |
|     |                                                    |                                         |                                         |                                             |

## Poredak

### Vozači
| Mjesto | Vozač                 | Bodovi |
| ------ | --------------------- | ------ |
| 1.     | Mario Andretti        | 64     |
| 2.     | Ronnie Peterson       | 51     |
| 3.     | Carlos Reutemann      | 48     |
| 4.     | Niki Lauda            | 44     |
| 5.     | Patrick Depailler     | 34     |
| 6.     | John Watson           | 25     |
| 7.     | Jody Scheckter        | 24     |
| 8.     | Jacques Laffite       | 19     |
| 9.     | Gilles Villeneuve     | 17     |
| 10.    | Emerson Fittipaldi    | 17     |
| 11.    | Alan Jones            | 11     |
| 12.    | Riccardo Patrese      | 11     |
| 13.    | James Hunt            | 8      |
| 14.    | Patrick Tambay        | 8      |
| 15.    | Didier Pironi         | 7      |
| 16.    | Clay Regazzoni        | 4      |
| 17.    | Jean-Pierre Jabouille | 3      |
| 18.    | Hans-Joachim Stuck    | 2      |
| 19.    | Héctor Rebaque        | 1      |
| 20.    | Vittorio Brambilla    | 1      |
| 21.    | Derek Daly            | 1      |

### Konstruktori
| Mjesto | Konstruktor        | Bodovi |
| ------ | ------------------ | ------ |
| 1.     | Lotus-Ford         | 86     |
| 2.     | Ferrari            | 58     |
| 3.     | Brabham-Alfa Romeo | 53     |
| 4.     | Tyrrell-Ford       | 38     |
| 5.     | Wolf-Ford          | 24     |
| 6.     | Ligier-Matra       | 19     |
| 7.     | Fittipaldi-Ford    | 17     |
| 8.     | McLaren-Ford       | 15     |
| 9.     | Williams-Ford      | 11     |
| 10.    | Arrows-Ford        | 11     |
| 11.    | Shadow-Ford        | 6      |
| 12.    | Renault            | 3      |
| 13.    | Surtees-Ford       | 1      |
| 14.    | Ensign-Ford        | 1      |

## Statistike
| Vozač              | Postolja  | Postolja  | Postolja  | Prvo startno mjesto | Najbrži krug | Krugovi u vodstvu |
| Vozač              | 1. mjesto | 2. mjesto | 3. mjesto | Prvo startno mjesto | Najbrži krug | Krugovi u vodstvu |
| ------------------ | --------- | --------- | --------- | ------------------- | ------------ | ----------------- |
| Mario Andretti     | 6         | 1         | -         | 8                   | 3            | 451               |
| Carlos Reutemann   | 4         | -         | 3         | 2                   | 2            | 182               |
| Ronnie Peterson    | 2         | 4         | 1         | 3                   | 3            | 49                |
| Niki Lauda         | 2         | 3         | 2         | 1                   | 4            | 59                |
| Patrick Depailler  | 1         | 2         | 2         | -                   | -            | 52                |
| Gilles Villeneuve  | 1         | -         | 1         | -                   | 1            | 99                |
| Jody Scheckter     | -         | 2         | 2         | -                   | -            | 16                |
| John Watson        | -         | 1         | 2         | 1                   | -            | 37                |
| Alan Jones         | -         | 1         | -         | -                   | 2            | -                 |
| Riccardo Patrese   | -         | 1         | -         | -                   | -            | 37                |
| Emerson Fittipaldi | -         | 1         | -         | -                   | -            | -                 |
| Jacques Laffite    | -         | -         | 2         | -                   | -            | -                 |
| James Hunt         | -         | -         | 1         | -                   | -            | 5                 |
| Jean-Pierre Jarier | -         | -         | -         | 1                   | 1            | 49                |

| Konstruktor        | Postolja  | Postolja  | Postolja  | Prvo startno mjesto | Najbrži krug | Krugovi u vodstvu |
| Konstruktor        | 1. mjesto | 2. mjesto | 3. mjesto | Prvo startno mjesto | Najbrži krug | Krugovi u vodstvu |
| ------------------ | --------- | --------- | --------- | ------------------- | ------------ | ----------------- |
| Lotus-Ford         | 8         | 5         | 1         | 12                  | 7            | 549               |
| Ferrari            | 5         | -         | 4         | 2                   | 3            | 281               |
| Brabham-Alfa Romeo | 2         | 4         | 4         | 2                   | 4            | 96                |
| Tyrrell-Ford       | 1         | 2         | 2         | -                   | -            | 52                |
| Wolf-Ford          | -         | 2         | 2         | -                   | -            | 16                |
| Williams -Ford     | -         | 1         | -         | -                   | 2            | -                 |
| Arrows-Ford        | -         | 1         | -         | -                   | -            | 37                |
| Fittipaldi-Ford    | -         | 1         | -         | -                   | -            | -                 |
| Ligier-Matra       | -         | -         | 2         | -                   | -            | -                 |
| McLaren-Ford       | -         | -         | 1         | -                   | -            | 5                 |

### Vodeći vozač i konstruktor u prvenstvu
U rubrici bodovi, prikazana je bodovna prednost vodećeg vozača / konstruktora ispred drugoplasiranog, dok je žutom bojom označena utrka na kojoj je vozač / konstruktor osvojio naslov prvaka.
| Utrka               | Vozač             | Bodovi |
| ------------------- | ----------------- | ------ |
| VN Argentine        | Mario Andretti    | 3      |
| VN Brazila          | Mario Andretti    | 2      |
| VN Južne Afrike     | Mario Andretti    | 1      |
| VN SAD - Zapad      | Carlos Reutemann  | 0      |
| VN Monaka           | Patrick Depailler | 5      |
| VN Belgije          | Mario Andretti    | 4      |
| VN Španjolske       | Mario Andretti    | 10     |
| VN Švedske          | Mario Andretti    | 6      |
| VN Francuske        | Mario Andretti    | 9      |
| VN Velike Britanije | Mario Andretti    | 9      |
| VN Njemačke         | Mario Andretti    | 18     |
| VN Austrije         | Mario Andretti    | 9      |
| VN Nizozemske       | Mario Andretti    | 12     |
| VN Italije          | Mario Andretti    | 13     |
| VN SAD - Istok      | Mario Andretti    | 13     |
| VN Kanade           | Mario Andretti    | 13     |

| Utrka               | Konstruktor | Bodovi |
| ------------------- | ----------- | ------ |
| VN Argentine        | Lotus-Ford  | 3      |
| VN Brazila          | Lotus-Ford  | 2      |
| VN Južne Afrike     | Lotus-Ford  | 7      |
| VN SAD - Zapad      | Lotus-Ford  | 9      |
| VN Monaka           | Lotus-Ford  | 3      |
| VN Belgije          | Lotus-Ford  | 11     |
| VN Španjolske       | Lotus-Ford  | 20     |
| VN Švedske          | Lotus-Ford  | 18     |
| VN Francuske        | Lotus-Ford  | 24     |
| VN Velike Britanije | Lotus-Ford  | 18     |
| VN Njemačke         | Lotus-Ford  | 27     |
| VN Austrije         | Lotus-Ford  | 36     |
| VN Nizozemske       | Lotus-Ford  | 41     |
| VN Italije          | Lotus-Ford  | 33     |
| VN SAD - Istok      | Lotus-Ford  | 33     |
| VN Kanade           | Lotus-Ford  | 28     |

## Vanjske poveznice
- Službena stranica Formule 1